# Władimir Stienin
Władimir Filippowicz Stienin (ros. Владимир Филиппович Стенин, ur. 29 maja?/10 czerwca 1899 we wsi Bolszyje Mocziły w guberni tambowskiej (obecnie w obwodzie riazańskim), zm. 29 maja 1952 w Saratowie) – radziecki generał major, Bohater Związku Radzieckiego (1945).

## Życiorys
Urodził się w rodzinie chłopskiej. W 1912 skończył szkołę wiejską, pracował jako marynarz żeglugi śródlądowej na Wołdze w Kostromie, w grudniu 1917 wstąpił do Czerwonej Gwardii. W marcu 1919 wstąpił ochotniczo do Armii Czerwonej, ukończył kursy dowódcze w Kostromie, uczestniczył w wojnie domowej na Froncie Petersburskim, w walce z armią Judenicza 23 sierpnia 1919 został ranny. Po wyleczeniu ponownie pracował jako marynarz, w sierpniu 1920 ponownie wstąpił do Armii Czerwonej, służył jako dowódca plutonu i kompanii w batalionie Czeki w Kostromie, od 1921 należał do RKP(b), skończył wyższą szkołę wojskową w Kazaniu i wyższą zjednoczoną szkołę w Kijowie i w sierpniu 1923 został pomocnikiem dowódcy pułku. Później dowodził kompanią, od stycznia do października 1931 był komendantem miasta Dniepropietrowsk, później naczelnikiem szkoły pułkowej i szefem sztabu pułku w Bałaszowie, a w 1937 dowódcą pułku w Nikopolu. W 1938 z wyróżnieniem ukończył Akademię Wojskową im. Frunzego i został szefem sztabu 101 Dywizji 2 Samodzielnej Armii Czerwonego Sztandaru na Kamczatce, w maju 1940 szefem piechoty 35 Dywizji Piechoty w Bikinie, a w styczniu 1941 zastępcą dowódcy 69 Dywizji Zmotoryzowanej na Dalekim Wschodzie. Od lipca 1941 w składzie 30 Armii Frontu Zachodniego walczył w wojnie z Niemcami, od sierpnia do października 1941 dowodził 261 Dywizją Piechoty tej armii, brał udział w walkach pod Smoleńskiem i Wiaźmą, potem został zastępcą dowódcy 5 Armii i uczestniczył w bitwie pod Moskwą i operacji rżewsko-wiaziemskiej, 4 sierpnia 1942 otrzymał stopień generała majora.
Od października 1942 do czerwca 1943 był zastępcą dowódcy 66 Armii ds. tyłów na Froncie Stalingradzkim i Dońskim, uczestniczył w bitwie pod Stalingradem, w czerwcu 1943 został dowódcą 8 Dywizji Powietrznodesantowej na Froncie Stepowym i Woroneskim, biorąc udział w ciężkich walkach pod Ochtyrką, później w bitwie o Dniepr i wyzwoleniu miasta Pryłuki. Od końca października 1943 do kwietnia 1944 dowodził 68 Dywizją Piechoty Gwardii w składzie 38 Armii, później 60 Armii 1 Frontu Ukraińskiego, biorąc udział w uchwyceniu przyczółku na Dnieprze, operacji żytomiersko-berdyczowskiej i proskurowsko-czerniowieckiej i zajmując Koziatyn, Starokonstantynów i Proskurow, a latem 1944 w operacji lwowsko-sandomierskiej i forsowaniu Wisłoka w rejonie Rzeszowa (29 lipca 1944), w sierpniu 1944 został odsunięty od stanowiska. W październiku 1944 objął dowództwo 4 Dywizji Piechoty 1 Frontu Białoruskiego, a w grudniu 1944 134 Dywizji Piechoty 69 Armii, na czele której w styczniu 1945 brał udział w operacji wiślańsko-odrzańskiej. 14 stycznia 1945 dowodzona przez niego dywizja przełamała obronę przeciwnika w rejonie Zwolenia, następnego dnia wdarła się do Radomia, później sforsowała Pilicę i Wartę i 4 lutego doszła do Odry. W kwietniu 1945 na czele dywizji uczestniczył w operacji berlińskiej, 5 maja dotarł do Łaby, w rejonie Magdeburga spotkał się z amerykańskimi oddziałami. Po wojnie dowodził dywizją w Grupie Wojsk Radzieckich w Niemczech, od maja 1947 do października 1951 był naczelnikiem szkoły piechoty w Saratowie, później został zwolniony z powodu złego stanu zdrowia.

## Odznaczenia
- Złota Gwiazda Bohatera Związku Radzieckiego (6 kwietnia 1945)
- Order Lenina (dwukrotnie)
- Order Czerwonego Sztandaru (czterokrotnie)
- Order Suworowa II klasy (dwukrotnie)
- Order Krzyża Grunwaldu III klasy (Polska Ludowa)

I medale ZSRR oraz dwa polskie medale.